# Rayagada
Rayagada är en stad i den indiska delstaten Odisha, och är huvudort för ett distrikt med samma namn. Folkmängden uppgick till 71 208 invånare vid folkräkningen 2011.